# 王用 (宣德進士)
王用（1399年—？），浙江寧波府慈谿縣人，軍籍。明朝政治人物。進士出身。

## 生平
宣德七年（1432年）舉壬子科浙江鄉試第七名。宣德八年（1433年）聯捷癸丑科會試第三十一名，殿試登進士第二甲第十七名。

## 家族
曾祖父王仲祥。父亲王思名。